# Baldassare Reina
Baldassare Reina (San Giovanni Gemini, 26 november 1970) is een Italiaans geestelijke en een aartsbisschop van de Rooms-Katholieke Kerk.
Reina volgde het kleinseminarie van Agrigento. Vevolgens studeerde hij filosofie en theologie aan de Pauselijke Universiteit Gregoriana, waar hij in 1995 een bachelor in gewijde theologie en in 1998 een licentiaat in bijbelse theologie behaalde.
Reina werd op 8 september 1995 priester gewijd. Van 1998 tot 2013 was hij werkzaam in pastorale functies in het bisdom Agrigento. Van 2013 tot 2022 was hij rector van het seminarie van Agrigento.
Op 27 mei 2022 werd Reina benoemd als hulpbisschop van het vicariaat voor het bisdom Rome; hij werd tevens benoemd tot titulair bisschop van Aquae in Mauretania. Zijn bisschopswijding vond plaats op 29 juni 2022. Op 6 januari 2023 volgde zijn benoeming tot vicegerent van het vicariaat voor het bisdom Rome.
Op 6 oktober 2024 kondigde paus Franciscus aan dat Reina tijdens het consistorie van 7 december 2024 kardinaal gecreëerd zal worden. Reina werd tegelijkertijd benoemd tot vicaris-generaal van het bisdom Rome.
Op 25 oktober 2024 werd Reina tevens benoemd tot aartspriester van de aartsbasiliek van Sint-Jan van Lateranen. Hij werd tegelijkertijd bevorderd tot titulair aartsbisschop van Aquae in Mauretania.